# Giải PFCS cho kịch bản chuyển thể hay nhất

Giải PFCS cho kịch bản chuyển thể hay nhất là một giải của Hội các nhà phê bình phim thành phố Phoenix (Hoa Kỳ) dành cho kịch bản chuyển thể của một phim, được bầu chọn là hay nhất. Giải này được lập từ năm 2000.

## Các kịch bản đoạt giải

### Thập niên 2000
| Năm  | Kịch bản phim                                     | Soạn giả                                                      | Nguồn                              |
| ---- | ------------------------------------------------- | ------------------------------------------------------------- | ---------------------------------- |
| 2000 | Quills                                            | Doug Wright                                                   | kịch của Doug Wright               |
| 2001 | The Lord of the Rings: The Fellowship of the Ring | Philippa Boyens, Peter Jackson & Fran Walsh                   | tiểu thuyết của J.R.R. Tolkien     |
| 2002 | The Lord of the Rings: The Two Towers             | Philippa Boyens, Peter Jackson, Stephen Sinclair & Fran Walsh | tiểu thuyết của J.R.R. Tolkien     |
| 2003 | The Lord of the Rings: The Return of the King     | Philippa Boyens, Peter Jackson & Fran Walsh                   | tiểu thuyết của J.R.R. Tolkien     |
| 2004 | Sideways                                          | Alexander Payne & Jim Taylor                                  | tiểu thuyết của Rex Pickett        |
| 2005 | Brokeback Mountain                                | Larry McMurtry & Diana Ossana                                 | truyện ngắn của Annie Proulx       |
| 2006 | The Departed                                      | William Monahan                                               | phim của Felix Chong & Siu Fai Mak |
| 2007 | No Country for Old Men                            | Ethan & Joel Coen                                             | tiểu thuyết của Cormac McCarthy    |
| 2008 | Slumdog Millionaire                               | Simon Beaufoy                                                 | tiểu thuyết của Vikas Swarup       |

Bản mẫu:PFCS Awards Chron